# Twinstreet Bookings
Twinstreet Bookings is een Belgisch boekingsagentschap voor jonge bands en muzikanten uit binnenland en buitenland, dat zich focussen op ‘all things roots’... De naam “Twinstreet” was een verwijzing naar het adres van het secretariaat in de Tweelingenstraat, in de wijk Zurenborg (Antwerpen). De slogan van het agentschap luidt nog steeds: "If you're lookin' for smokin’ hot rhythm’n’country bluesbilly surfmambo bluegrass gospel: don’t take the back alley... Go for that Twinstreet!!"

## Ontstaan
Het einde van de jaren 1980 / begin van de jaren 1990 had vooral in Vlaanderen een erg levendige, nieuwe generatie jonge Belgische bluesadepten voortgebracht. Muzikanten die niet klakkeloos dat klassieke genre nabootsten, doch vanuit de onderbuik speelden en er zo, wars van ‘purisme’, een nieuwe invulling aan gaven - niet zelden door elementen uit verwante genres ermee te verweven. Deze cross-over bracht een opwindend geluid voort, dat vooral in het clubcircuit en bij de kleine muziekpodia hoog scoorde. En ook de ietwat eerdere (internationale) ’rockabilly’-revival van begin & midden jaren 80 zinderde nog na.
In dit muzikale klimaat zagen the Seatsniffers in de eerste helft van de jaren 90 het levenslicht; een combo dat elementen uit 50s rock’n’roll, rockabilly, rhythm’n’blues, honky tonk en soul van bij aanvang feilloos wist te combineren tot een eigentijds en vooral uniek, zeer éigen geluid. De bandleden hadden ervaring opgedaan in zeer uiteenlopende, tot dan toe zelden gecombineerde rootsstijlen - van blues tot psychobilly - en verstonden elkaar muzikaal gezien wonderwel. Toen de vraag naar de band steeds groter werd, besloot Bart De Houwer - die mee aan de wieg van the Seatsniffers had gestaan, en er in het prille begin zelfs deel van uitgemaakt had - in 1996 om deze kant van het verhaal enigszins te structureren en zo goed als mogelijk te professionaliseren; enter Twinstreet, aldus.
Twinstreet Bookings was in oorsprong een vrij ‘exclusief ‘Seatsniffers-only’ gebeuren; maar door de groeiende vraag naar de band groeide ook de reputatie van het kantoor - en al bijzonder gauw klopten tal van andere, veelal nieuwe bands bij Twinstreet Bookings aan met de vraag om hen te vertegenwoordigen. Zo groeide Twinstreet uit tot het zenit van wat steeds gangbaarder werd in het Belgische ‘alternative’ rockcircuit: de roots act…

## Roots
Onder ‘roots’ worden alle genres verstaan die rechtstreeks tot de geboorte van de zgn. “rock’n’roll” hebben bijgedragen - de allereerste vorm van popmuziek, medio jaren 50 van de 20e eeuw, die uitgesproken én zo goed als uitsluitend aansloeg bij de toenmalige jongeren, en als dusdanig op een rebels karakter kon bogen. Die muziek was, ruwweg, een samensmelting tussen zgn. “country” en “blues”, maar valt verder fijner te tunen als een synergie tussen country blues, chicago blues, rhythm’n’blues, bluegrass, honky tonk, gospel, big band jazz, swing en folk.
Onder roots kan verder ook nog worden verstaan, de eerste rechtstreeks afgeleiden van deze stamgenres: rockabilly (een combinatie van rhythm’n’blues en honky tonk), psychobilly (een nerveus opgezweepte vorm van rockabilly), surf, e.d. - tot en met Caraïbische rootsgenres als ska (soul & rhythm’n’blues in Jamaicaanse stijl - moeder van de uiteindelijke reggae), calypso, etc.
Alleszins van belang is dat het om origineel, veelal eigen werk moet gaan. Bestaand werk, onder de vorm van covers, moet ten minste geïnterpreteerd, op een eigen manier vertolkt worden. Roots is géén ‘retro’- noch ‘nostalgie’-tripje, geen oppervlakkige stijloefening. Geen (pure) cover- noch louter sfeerbands (balorkesten o.d.); geen gimmick, geen loutere stijloefening.

## Acts
Hoewel Belgische acts steeds het uitgangspunt én de ‘forte’ van het kantoor zijn geweest, heeft Twinstreet Bookings zich nooit bewust noch krampachtig beperkt tot louter nationale artiesten. Vele internationale samenwerkingen, al dan niet kortstondig, kwamen tot vrucht.
De eerst notoire buitenlandse act was de Noorse bluesgitaarheld Vidar Busk & his True Believers. Met de flamboyante Amerikaanse blues & rock’n’rollzangeres Candye Kane (Candice Caleb) kwam het ook meteen tot een hechte samenwerking die geduurd heeft tot haar tragische heengaan in 2016. Ook de link met het rootsmilieu in Duitsland was ‘instant’ én standvastig: met in het begin vooral de topper Hot Boogie Chillun, en vrijwel meteen daarna (ook) Smokestack Lightnin’ - een samenwerking die stand houdt tot op heden.
Twinstreet Bookings was er als de kippen bij om, na de rockabilly revival van de midden tot late jaren 80 en de kortstondige ‘Americana’ hype van begin jaren 90, een band als The Paladins (San Diego, USA) op een duurzame manier verder een podium te geven in België én op het Europese vasteland (dit laatste ism Tornado Concerts uit Amsterdam). Een samenwerkingsverband dat gebaseerd was op een hechte broederschap, met de band én frontman Dave Gonzalez, ongeveer 15 jaar stand heeft gehouden, en the Paladins op vele grote en middelgrote podia in België en regelmatig ook in de rest van Europa heeft gebracht. Ook Paladins ‘spin offs’ - zoals Stone River Boys, Hacienda Brothers - werden door Twinstreet van een gepaste podiumplaats voorzien.
In de 21e eeuw zijn het vooral de samenwerkingen met buitenlandse collega-agenturen & concertorganisaties geweest die Twinstreet Bookings buitenlandse topacts zoals de ‘alternative country’-ster Bob Wayne (USA) op regelmatige basis hierheen kon laten halen.

## Festivals
Vanaf 2000 had Twinstreet Bookings genoeg reputatie bij elkaar gewerkt om voor tal van festivals jaarlijks een belangrijke leverancier van roots acts te worden. Twinstreet leverde bands voor gerenommeerde internationale festivals als BRBF Peer en Moulin Blues in Ospel (NL), en werd een van de hofleveranciers voor nichefestivals als Sjock (Gierle), Rockin’ Around Turnhout, Belgian Roots Nights (Antwerpen - Hof ter Lo/Trix), de Antwerp Roots Nights (Antwerpen - De Roma) en de Rockin' Race Jamboree (Torremolinos - Spanje). Op Feest in 't Park (Oudenaarde) vulde Twinstreet Bookings zelfs enkele jaren een eigen themapodium.

## Eigen (co)procucties
Ook met eigen producties werd regelmatig uitgepakt. “the First Lady of Rock’n’Roll”, de legendarische Wanda Jackson (USA) steekt in september 2006 de Atlantische oceaan over voor een exclusief Belgisch optreden ter gelegenheid van Belgian Roots Night #9 (Antwerpen), waarbij the Seatsniffers als haar begeleidingsband zullen fungeren. Het klikt wonderwel, en Twinstreet steekt prompt een Europese tournee in elkaar. In totaal zullen the Seastsniffers en Wanda Jackson tussen 2006 en 2009 regelmatig samen op het podium staan.
In februari 2009 werd de 50ste overlijdensdag van Buddy Holly herdacht. Opnieuw voor de Belgian Roots Nights (#18) steekt productiehuis SOUND & VISION samen met Twinstreet Bookings een tributeconcept in elkaar, waarbij een onuitgegeven all-stars bezetting van muzikanten uit de roots scene algemener bekende sterren uit de Belgische pop-, rock- en showbizzwereld (zoals Isolde Lasoen, Nathalie Delcroix, BJ Scott, Lady Linn, stand-upcomedian Johnny Trash, ‘Scab’ Willy Willy e.a.) bijstaan om diens favoriete Buddy Holly songs te vertolken. Deze ‘”Buddy Holly Salute” haalt de podia van kunstencentrum De Warande (Turnhout) en theater Minnemeers (Democrazy - Gent).
Datzelfde concept wordt opnieuw uit de kast gehaald om in 2013 het vijfendertigste verjaardag van het overlijden van ‘the king’ Elvis Presley te memoreren. Onder de titel “Love Me, Tenderloin!” krijgen weerom Twinstreet Bookings en SOUND & VISION sterren als Tine Embrechts, Guy Swinnen & Willy Willy (the Scabs), Paul Michiels (Soulsister), Ludo Mariman (the Kids), Nathalie Delcroix (Laïs e.a.), Roland van Campenhout, Alex Agnew, Pieter Embrechts, en Guido Belcanto voor de microfoon van cc Mechelen en op het “Camping Louisa” parkfestival van cc Hoboken. Kort later wordt de hattrick vervolmaakt met “Aloha from… De Roma!!” (Antwerpen), waar Helmut Lotti een verrassingsverschijning maakt én mee optreedt.

## Samenwerkingen
Twinstreet Bookings zou in de loop der jaren tal van nauwe samenwerkingsverbanden aangaan. Met Tornado Concerts (NL) wordt jarenlang samen aan de weg getimmerd om the Paladins (USA) blijven vrij baan in Europa te kunnen geven. Met SOUND & VISION worden eerst vooral productionele samenwerkingen verricht, tot Filip Janssens (S&V) ook 6 jaar lang (van 2011 tot 2017) boekingspartner van Bart wordt bij Twinstreet. Met artiestenvertegenwoordigers en concertorganisatoren uit Nederland, zoals bv. Sedate Bookings (Venlo) en Rock-’n-Roots (Utrecht), werd en wordt samengewerkt om Belgische roots acts in het buitenland te promoten, alsook internationale acts naar de Benelux te halen.